# Phare de Sauðárkrókur
Le phare de Sauðárkrókur est un phare situé dans la région de Norðurland vestra, à Sauðárkrókur. Il est monté sur l'église de Sauðárkrókur. 